# Binnenwerkse maat

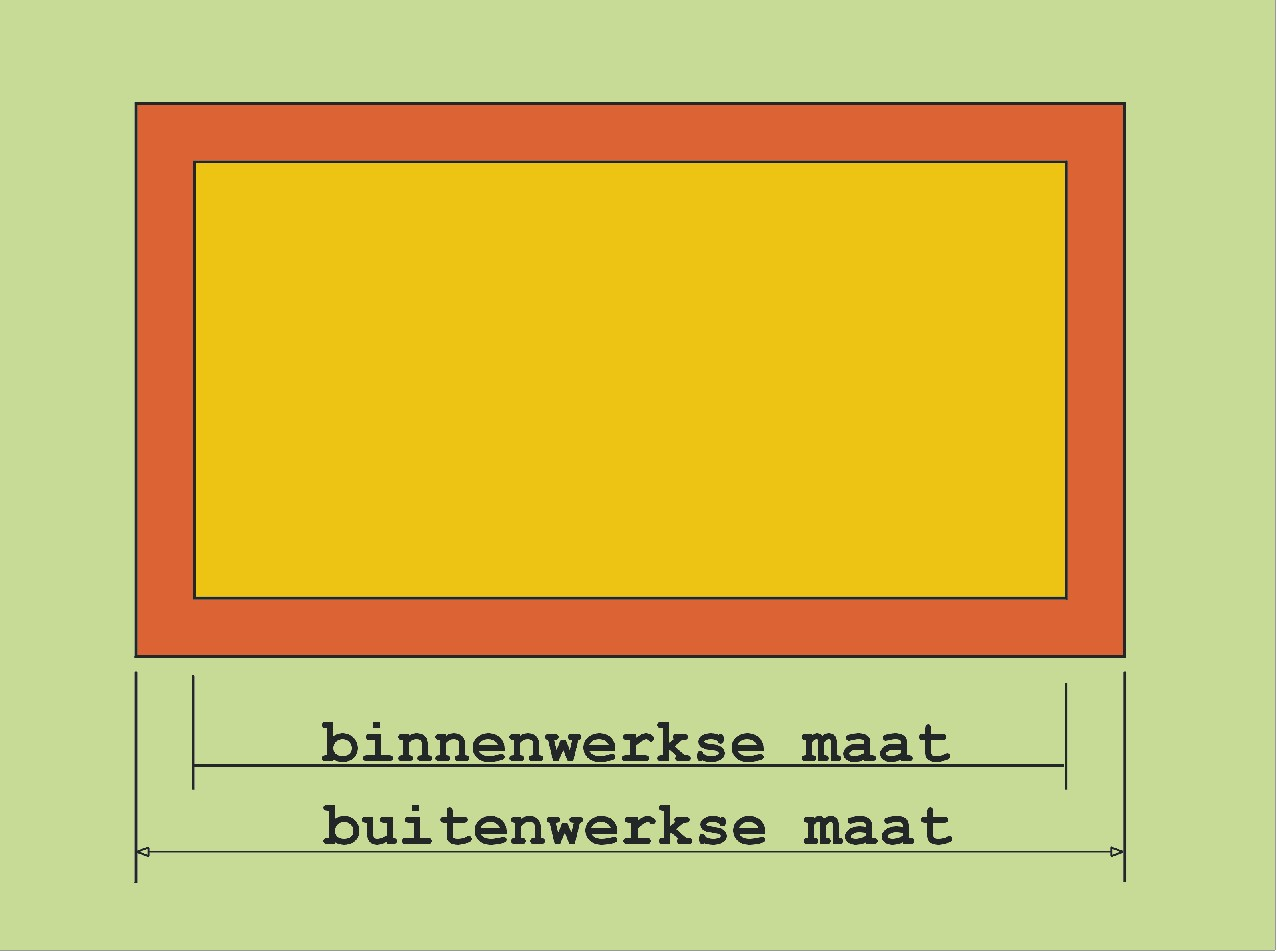
Buiten- en binnenwerks meten

Met het begrip binnenwerkse maat wordt bedoeld de afstand binnenin een voorwerp van de ene tot de andere zijde. Dus zonder de dikte van de rand of wand. De maten hiervan in drie richtingen bepalen de inhoud van zo'n voorwerp of ruimte. Dit wordt aangegeven in bijvoorbeeld kubieke meters (m³), kubieke decimeters (dm³) of liters (l).